# Циссоида
Циссоида — кривая, созданная из двух заданных кривых C1, C2 относительно точки O (полюса). Пусть L — прямая, проходящая через O и пересекающая C1 в точке P1, а C2 — в точке P2. Пусть P — точка на L такая, что OP = P1P2 (на самом деле имеются две таких точки, но P выбирается так, что P находится в том же направлении от O, что и P2 от P1). Множество таких точек P называется циссоидой кривых C1, C2 относительно O.
Слегка отличные, но, в сущности, эквивалентные определения можно встретить у различных авторов. Например, P может быть определена такой точкой, что OP = OP1 + OP2. Это определение эквивалентно приведённому, если C1 заменить её отражением относительно O. Также можно определить P как середину P1 и P2. Эта кривая совпадает с кривой из предыдущего определения с коэффициентом подобия 1/2.
Слово «циссоида» пришло из греческого языка — kissoeidēs «подобный плющу» — от kissos «плющ» и oeidēs «подобный».
Строфоида есть частный случай дефективной гиперболы.

## Уравнения
Если C1 и C2 заданы в полярных координатах функциями {\displaystyle r=f_{1}(\theta )} и {\displaystyle r=f_{2}(\theta )} соответственно, то уравнение {\displaystyle r=f_{2}(\theta )-f_{1}(\theta )} задаёт циссоиду C1 и C2 относительно начала координат. Однако точка может быть представлена различными способами в полярных координатах, так что могут существовать другие ветки циссоиды с другими уравнениями. В частности, C1 можно задать как
{\displaystyle r=-f_{1}(\theta +\pi ),\ r=-f_{1}(\theta -\pi ),\ r=f_{1}(\theta +2\pi ),\ r=f_{1}(\theta -2\pi ),\ \dots }.
Таким образом, циссоида — это объединение кривых, заданных уравнениями
{\displaystyle r=f_{2}(\theta )-f_{1}(\theta ),\ r=f_{2}(\theta )+f_{1}(\theta +\pi ),\ r=f_{2}(\theta )+f_{1}(\theta -\pi ),\ }
{\displaystyle r=f_{2}(\theta )-f_{1}(\theta +2\pi ),\ r=f_{2}(\theta )-f_{1}(\theta -2\pi ),\ \dots }.
Часть из этих уравнений приведут к повторению кривых и могут быть исключены.
Например, пусть C1 и C2 — это эллипсы
{\displaystyle r={\frac {1}{2-\cos \theta }}}.
Первая ветвь циссоиды задаётся уравнением
{\displaystyle r={\frac {1}{2-\cos \theta }}-{\frac {1}{2-\cos \theta }}=0},
то есть, эта ветвь является одной точкой — началом координат. Эллипс также задаётся уравнением
{\displaystyle r={\frac {-1}{2+\cos \theta }}},
так что вторая ветвь циссоиды задаётся уравнением:{\displaystyle r={\frac {1}{2-\cos \theta }}+{\frac {1}{2+\cos \theta }}},
и эта кривая имеет форму овала.
Если C1 и C2 заданы параметрическими уравнениями
{\displaystyle x=f_{1}(p),\ y=px}
и
{\displaystyle x=f_{2}(p),\ y=px},
то циссоида относительно начала координат задаётся уравнением:{\displaystyle x=f_{2}(p)-f_{1}(p),\ y=px}.

## Специальные случаи
Если C1 является окружностью с центром в точке O, то циссоида является конхоидой кривой C2.
Если C1 и C2 — две параллельные прямые, то их циссоида — третья прямая, параллельная этим двум.

### Гиперболы
Пусть C1 и C2 — две непараллельные прямые и пусть O — начало координат. Пусть C1 и C2 задаются в полярных координатах уравнениями
{\displaystyle r={\frac {a_{1}}{\cos(\theta -\alpha _{1})}}}
и
{\displaystyle r={\frac {a_{2}}{\cos(\theta -\alpha _{2})}}}.
Мы можем повернуть на угол {\displaystyle (\alpha _{1}-\alpha _{2})/2} так, что можем предположить, что {\displaystyle \alpha _{1}=\alpha ,\ \alpha _{2}=-\alpha }. Тогда циссоида C1 и C2 относительно начала координат задаётся уравнением
{\displaystyle r={\frac {a_{2}}{\cos(\theta +\alpha )}}-{\frac {a_{1}}{\cos(\theta -\alpha )}}}
{\displaystyle ={\frac {a_{2}\cos(\theta -\alpha )-a_{1}\cos(\theta +\alpha )}{\cos(\theta +\alpha )\cos(\theta -\alpha )}}}
{\displaystyle ={\frac {(a_{2}\cos \alpha -a_{1}\cos \alpha )\cos \theta -(a_{2}\sin \alpha +a_{1}\sin \alpha )\sin \theta }{\cos ^{2}\alpha \ \cos ^{2}\theta -\sin ^{2}\alpha \ \sin ^{2}\theta }}}.
Обозначив константные выражения, получим
{\displaystyle r={\frac {b\cos \theta +c\sin \theta }{\cos ^{2}\theta -m^{2}\sin ^{2}\theta }}}
что в декартовых координатах превращается в
{\displaystyle x^{2}-m^{2}y^{2}=bx+cy}.
Эта формула задаёт гиперболу, проходящую через начало координат. Таким образом, циссоида двух непараллельных прямых является гиперболой, проходящей через полюс. Похожие рассуждения показывают, в обратную сторону, что любая гипербола является циссоидой двух непараллельных прямых относительно любой точки на гиперболе.

### Циссоиды Зарадника
Циссоида Зарадника (названа по имени Карела Зарадника) определяется как циссоида конического сечения и прямой относительно любой точки на сечении. Эти циссоиды образуют широкое семейство рациональных кубических кривых, среди которых некоторые хорошо известны. В частности:
- Трисектриса Маклорена, задаваемая формулой

{\displaystyle 2x(x^{2}+y^{2})=a(3x^{2}-y^{2})}
является циссоидой окружности {\displaystyle (x+a)^{2}+y^{2}=a^{2}} и прямой {\displaystyle x={-{a \over 2}}} относительно начала координат.
- Правая строфоида

{\displaystyle y^{2}(a+x)=x^{2}(a-x)}
является циссоидой окружности {\displaystyle (x+a)^{2}+y^{2}=a^{2}} и прямой {\displaystyle x=-a} относительно начала координат.
- Циссоида Диокла

{\displaystyle x(x^{2}+y^{2})+2ay^{2}=0}
является циссоидой окружности {\displaystyle (x+a)^{2}+y^{2}=a^{2}} и прямой {\displaystyle x=-2a} относительно начала координат. Фактически это кривая, по которой семейство названо и некоторые авторы ссылаются на неё просто как на циссоиду.
- Циссоида окружности {\displaystyle (x+a)^{2}+y^{2}=a^{2}} и прямой {\displaystyle x=ka}, где k — параметр. Циссоиду называют конхоидой Слюза (эти кривые не являются реальными конхоидами). Это семейство включает в себя предыдущие примеры.

- Декартов лист

{\displaystyle x^{3}+y^{3}=3axy}
является циссоидой эллипса {\displaystyle x^{2}-xy+y^{2}=-a(x+y)} и прямой {\displaystyle x+y=-a} относительно начала координат. Чтобы это показать заметим, что прямую можно задать как
{\displaystyle x=-{\frac {a}{1+p}},\ y=px},
а эллипс можно задать как
{\displaystyle x=-{\frac {a(1+p)}{1-p+p^{2}}},\ y=px}.
Так что циссоида задаётся уравнением
{\displaystyle x=-{\frac {a}{1+p}}+{\frac {a(1+p)}{1-p+p^{2}}}={\frac {3ap}{1+p^{3}}},\ y=px}
и это уравнение является параметрической форой листа.